# Amtsgericht Dahn
Das Amtsgericht Dahn war ein Gericht in Dahn, dessen Gebäude mittlerweile unter Denkmalschutz steht.

## Lage
Das Gebäude befindet sich im Norden der Stadt innerhalb der Pirmasenser Straße, die mit der Bundesstraße 427 identisch ist und trägt die Hausnummer 17. Es ist Teil eines Ensembles, zu dem unmittelbar nördlich das einstige Gerichtsgefängnis und das frühere Rentamt gehört.

## Architektur
Beim Gebäude handelt es sich um einen repräsentativen Mansarddachbau im Stil des Neobarock, der in der Zeit um 1905 bis 1910 entstand. Er steht unter Denkmalschutz. Mittlerweile ist das das Projektmanagement Dahn des Landesbetrieb Mobilität Rheinland-Pfalz im Gebäude untergebracht.

## Geschichte
In Dahn bestand bis 1879 das Landgericht Dahn. Mit dem Inkrafttreten des Gerichtsverfassungsgesetzes des Deutschen Reichs zum 1. Oktober 1879 wurde die dort vorgesehene Gerichtsstruktur auch in Bayern eingeführt. Die Bestimmungen dazu enthielt die Königlich Allerhöchste Verordnung, die Bestimmung der Gerichtssitze und die Bildung der Gerichtsbezirke betreffend vom 2. April 1879.
Das Gericht wurde mit Wirkung zum 1. Oktober 1879 gegründet; es unterstand dem Landgericht Zweibrücken und war neben Dahn zusätzlich für die Gemeinden Bobenthal, Bruchweiler-Bärenbach, Bobenthal, Busenberg, Erfweiler, Erlenbach bei Dahn, Fischbach bei Dahn, Hauenstein, Hinterweidenthal, Hirschthal, Ludwigswinkel, Niederschlettenbach, Nothweiler, Rumbach, Schindhard und Schönau zuständig. Der Gerichtssprengel entsprach damit dem des Landgerichtes Dahn.
Im Zuge einer Reform wurde das Amtsgericht Dahn 1966 aufgelöst und sein Zuständigkeitsbereich dem Amtsgericht Pirmasens zugeschlagen. 